# غلامحسین غیب‌پرور
غلامحسین غیب‌پرور با نام اصلی شهرام غیب‌پرور (۱۳۴۱ – ۲۵ تیر ۱۴۰۴)، سرتیپ سپاه پاسداران انقلاب اسلامی بود که به‌عنوان جانشین فرمانده کل سپاه در قرارگاه امام علی فعالیت می‌کرد.
وی فعالیت نظامی را همزمان با جنگ ایران و عراق از سپاه پاسداران آغاز کرد. او تا سال ۱۳۸۴ فرمانده لشکر ۲۵ کربلا بود، از ۱۳۸۴ تا ۱۳۸۷ به‌عنوان فرمانده لشکر ۱۹ فجر فعالیت می‌کرد و در فاصله سال‌های ۱۳۸۷ تا ۱۳۹۵ سمت فرماندهی سپاه فجر فارس را برعهده داشت. غیب‌پرور از ۱۳۹۵ تا ۱۳۹۸ رئیس سازمان بسیج مستضعفین بود.

## درگذشت
به گزارش ایسنا، او در ۲۵ تیر ۱۴۰۴ به دلیل عوارض شیمیایی ۸ سال جنگ ایران و عراق در سن ۶۳ سالگی درگذشت.